# Победа (компания)
Вижте пояснителната страница за други значения на Победа.
„Победа“ АД е голям български производител на захарни изделия. Компанията има над 400 служители и е сред лидерите в производството на бисквити, бонбони и мини кексове.
Централният офис на дружеството, както и фабриката за производство на захарни изделия, са разположени на територията на гр. Бургас.

## История
Компанията стартира през 1929 г. като частно предприятие, когато българският предприемач от Македония Аврам Чальовски основава своята „Търговско-индустриална къща за захарни изделия, растителни масла, тахан и др.“ в гр. Бургас. Аврам Чальовски е един от най-крупните индустриалци в България по онова време, създател на първата фабрика за тахан халва, което след смъртта на основателя му е управлявано от неговите наследници.
През 40-те години на XX век предприятието е национализирано. След това е приватизирано през 1998 г. и става акционерно дружество с нови собственици. На 03.09.1999 г. в гр. Бургас е подписан договор между Европейската банка за възстановяване и развитие (ЕБВР), ЕСМ Холдингс Лимитед (ЕСМ) и консорциум „Победа – Инвест“ за инвестиции на Българския Пост Приватизационен Фонд (БППФ) в „Победа“ АД. 
По време на развитието си компанията претърпява редица промени в своето устройство, организация и производство. През годините фабриката е произвеждала шоколадови бонбони, шоколади, какаова маса, кисели и ментови бонбони с плодов пълнеж, локум, дражета, бисквити, вафли, солети, замразени хлебчета и еклери, кексове, кроасани и др. 
В своята история „Победа“ АД е спечелила два приза „Златен лъв“ на Съюза „Произведено в България“ и девет златни медала на Международния панаир в гр. Пловдив. През 2009 година компанията печели награда за „Продукт с най-добро съотношение качество – цена“ от изложението „Храни и напитки за туризма“ – 2009.
 В края на 2013 г. „Победа“ АД е наградена със статуетка „Порив“ от Бургаската търговско – промишлена палата за принос в икономическото развитие на региона чрез увеличаване на продуктовата гама и завладяване на нови външни пазари.

## Обхват на дейност
Компанията реализира продукцията си освен на българския пазар и на грузинския, полския и румънския пазар. Сред страните, в които изнася продукция си са и Чехия, Словакия, Гърция, Унгария, Либия, Кипър, Великобритания, Хърватска, Холандия и Близкия изток. 
През март 2003 г. стартира и направлението Кетъринг и ХоРеКа, насочено към сферата на хотелиерството, кетъринга, туризма и др. До 2010 г. над 100 бизнес организации са клиенти на „Победа“ АД.
Компанията разработва и продукти под собствени марки на известни международни търговски вериги и снабдява с продукти за кетъринг летища в България.

## Сертифициране
През 2003 г. компанията е сертифицирана по международен стандарт за Управление на качество ISO 9001. Впоследствие „Победа“ е сертифицирана и по:
- ISO 9001:2008 / HACCP – Анализ на риска и контрол на критичните точки),
- ISO 22 000:2005 – система за управление на здравето и безопасността на хранителните продукти,
- ISO 14 001:2004 – система за управление на околната среда,
- OHSAS 18001:2007 – система за управление на здравето и безопасността при работа и IFS – Международен стандарт за храни. [9]

## Награди
В своята история „Победа“ АД е печелила множество награди, сред които са два приза „Златен лъв“ на Съюза „Произведено в България“ и девет златни медала на Международния панаир в гр. Пловдив.
- 2009 г. – Награда „Продукт с най-добро съотношение качество – цена“ от изложението „Храни и напитки за туризма“ – 2009.
- 2012 г. – „Победа“ заема трето място в потребителския конкурс „My Love Marks“ в категория „Захарни и шоколадови изделия“, нареждайки се след Milka i Lindt.
- 2013 г. – Почетен диплом и статуетка за „Победа“ АД на официална церемония, организирана от Бургаската търговско-промишлена палата (БТПП), на която компанията е отличена за увеличаване на продуктовата гама, завладяване на нови външни пазари и модернизация на производството.
- 2014 г. – Приз „Най-добра българска фирма на годината“ в едноименния конкурс, организиран ежегодно от Първа Инвестиционна Банка.
- 2015 г. – Голяма награда Търговско-индустриална камара – Бургас за успешен бизнес раздаде годишните си награди за най-успешните през годината фирми. Голямата награда на Търговско-индустриалната камара – пластика „Икар“ на скулптора Атанас Стоянов, е за „Победа“ АД.

## Продукти
Дружеството разполага с голяма производствена база и широк асортимент от продукти. Към момента произвежда бисквити, бонбони, мини кексове, кроасани, вафли и крекери.

### Бисквити
Търговските марки на производителя в тази продуктова категория са: „Закуска“, „Изгрев“, „Еверест“, „Чаени бисквити“, „Фрегата“ „Слънце“, „Анелия“, „Ревю“, „Навона“, „Руми“, и „Детска закуска“.
Нетункваните бискити „Закуска“ на „Победа“ са най-продаваните в количество бисквити в България. Този продукт е създаден през 1987 г. и вече над 20 години се продава в България. Бисквитите имат силно хигроскопична структура и поради това се използват за приготвяне на храна за малки деца, както и за готвене на бисквитени торти и различни сладкиши. 

### Бонбони
Търговските марки на производителя в тази продуктова категория са: „Черноморец“ и „Крем“. Бонбони „Черноморец“ са на българския пазар от 1969 година и в топ 5 на най-продаваните марки бонбони в България (данни от 2014 г.).

### Мини кексове
Компанията произвежда мини кексове от 2004 година. Марката мини кексове на компанията – Super Bravo е сред лидерите по продажби в тази продуктова категория в България. От началото на 2016 година „Победа“ разширява своя асортимент в категорията с новата марка „Couple Cake“.

### Кроасани
Компанията произвежда кроасани от 2002 година. Търговските марки на компанията в тази продуктова категория са „Forza“ и „Bumi“.

### Вафли
Победа започва да произвежда вафли през 1968 г., като производството е спряно през 2008 г. за обновяване на оборудването. Модернизацията на оборудването се извършва с финансиране от Структурните фондове на Европейския съюз по Оперативна програма „Развитие на конкурентоспособността на българската икономика 2007 – 2013 г.“ 

### Солени крекери
От месец ноември 2012 г. „Победа“ АД разширява асортимента си и пуска на пазара солени крекери „Победа“.